# Caio Duilio (1880)
«Кайо Дуіліо» (італ. Caio Duilio) - броненосець однойменного типу Королівських військово-морських сил Італії  другої половини 19-го століття.

## Історія створення
Броненосець «Кайо Дуіліо» був закладений 24 квітня 1873 року на верфі «Cantiere navale di Castellammare di Stabia». Спущений на воду 8 травня 1876 року, вступив у стрій 6 січня 1880 року.
Свою назву отримав на честь Гая Марка Дуілія - визначного флотоводця часів Першої Пунічної війни, який здобув морських перемог над Карфагеном.

## Історія служби
Броненосець «Кайо Дуіліо» не брав участі у бойових діях, оскільки його служба припала на так звану Прекрасну епоху.
У 1885 році під час маневрів флоту «Кайо Дуіліо», однотипний броненосець «Енріко Дандоло», бронепалубний крейсер «Джованні Бозан» були у складі 1- Дивізії «Західної ескадри», яка атакувала «Східну ескадру», імітуючи франко-італійський конфлікт поблизу Сардинії. У 1888 році «Кайо Дуіліо» брав участь в маневрах, на яких відпрацьовувався захист Ла-Спеції. Того ж року він взяв участь в морському огляді, на якому був присутній імператор Німеччини Вільгельм II.
У 1890 році на «Кайо Дуіліо» були встановлені чотири 120-мм гармати для захисту від міноносців.
На маневрах 1893 року «Кайо Дуіліо» разом із флагманом «Ре Умберто», торпедним крейсером «Мінерва» та чотирма міноносцями входив до складу 1-ї Дивізії Резервної ескадри. На цих маневрах Резервна ескадра захищалась від атаки Активної ескадри, яка імітувала французький напад на італійське узбережжя. 
У 1900 році на кораблі були встановлені дві 76-мм, вісім 57-мм, та чотири 37-мм гармати.
У 1902 році «Кайо Дуіліо» був перетворений на навчальний корабель. Командування ВМС розглядало можливість модернізації корабля, за схемою однотипного «Енріко Дандоло», але ціна такої модернізації виявилась занадто високою, і від неї довелось відмовитись. У 1909 році «Кайо Дуіліо» був виключений зі складу флоту, перейменований на «GM40» і використовувався як сховище вугілля та нафти.